# Supercopa Brasileira de Voleibol de 2015
Supercopa Brasileira de Voleibol de 2015 foi a primeira edição desta competição organizada pela Confederação Brasileira de Voleibol. Participaram do torneio duas equipes em ambas variantes, os campeões da Superliga e da Copa Brasil.

## Sistema de disputa
O Campeonato foi disputado em um jogo único.

## Equipes participantes
Equipes que disputaram a Supercopa de Voleibol de 2015:

### Masculino
| Equipe            | Cidade   | Qualificação                 | Última participação |
| ----------------- | -------- | ---------------------------- | ------------------- |
| ASE Sada Cruzeiro | Contagem | Campeão da Superliga 2014–15 | Estreante           |
| FUNVIC Taubaté    | Taubaté  | Campeão da Copa Brasil 2015  | Estreante           |

### Feminino
| Equipe            | Cidade         | Qualificação                 | Última participação |
| ----------------- | -------------- | ---------------------------- | ------------------- |
| Rio de Janeiro VC | Rio de Janeiro | Campeão da Superliga 2014–15 | Estreante           |
| E.C. Pinheiros    | São Paulo      | Campeão da Copa Brasil 2015  | Estreante           |

## Resultados

### Masculino
| 6 de novembro de 2015 Ginásio Poliesportivo Ayrton Senna, Itapetininga Horário: 18h30 | ASE Sada Cruzeiro | 3 – 0 | FUNVIC Taubaté | 33–31, 25–14, 25–21 |

### Feminino
| 6 de novembro de 2015 Ginásio Poliesportivo Ayrton Senna, Itapetininga Horário: 21h30 | Rio de Janeiro VC | 3 – 0 | E.C. Pinheiros | 25–16, 25–16, 25–22 |